# Гу Кайчжи
Гу Кайчжи́ (кит. трад. 顧愷之, упр. 顾恺之, пиньинь Gù Kǎizhī , Wade-Giles: Ku K’ai-chih; ок. 344—406) — китайский художник.
Гу Кайчжи традиционно считается основателем китайской живописи. Сегодня известны имена художников, творивших до него, однако Гу Кайчжи вошёл в историю китайского искусства как крупный реформатор живописи, стоявший у самых её истоков.

## Традиционное жизнеописание

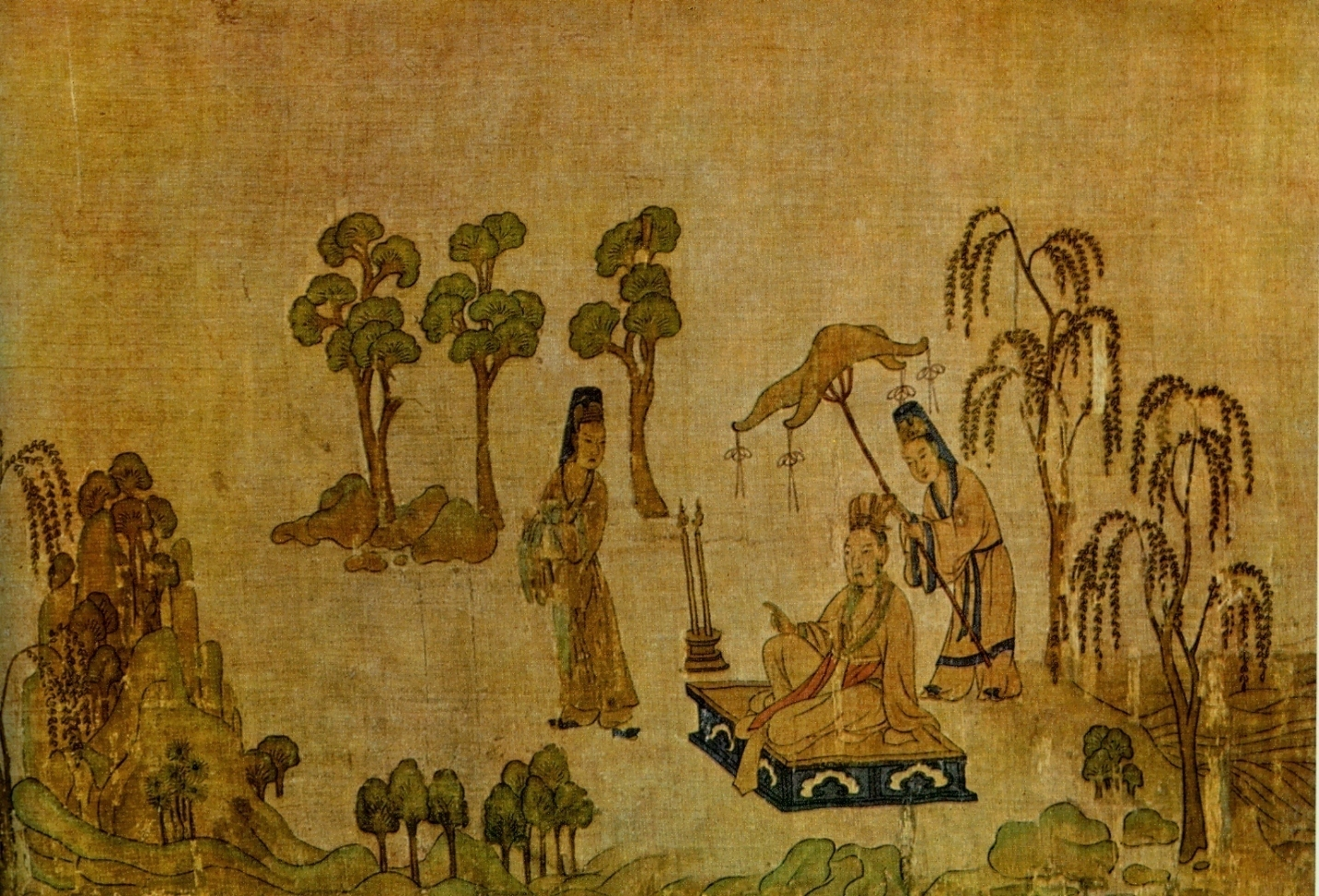
Гу Кайчжи. Свиток «Фея реки Ло», деталь. Копия XII или XIII века. Художественная галерея Фрира, Вашингтон.

Художник жил во времена правления династии Цзинь (265—420), которая объединила земли, создав государство на юге страны, в районе нынешнего города Наньцзиня. С именем государства Цзинь связаны наши представления о первых китайских каллиграфах, художниках и теоретиках живописи. Гу Кайчжи был настолько известным человеком, что его жизнеописание включено в «Цзинь шу» (《晋书》, «История государства Цзинь»), которая составлялась в VII веке. Анекдоты и легенды о его жизни вошли в знаменитый сборник V века «Новое изложение рассказов, в свете ходящих» (《世说新语》), собранный Лю Ицинем, и отчасти послуживший основой для составления его позднейшей биографии. Из этих исторических источников вырисовывается весьма неполный и чрезмерно анекдотичный портрет художника.
Древний биограф отмечает, что Гу Кайчжи был очень эксцентричным человеком, чудаковатым, преисполненным наивного самомнения, верящим в чудеса и волшебство.
Например, описывается история, как один из его друзей, которому Гу Кайчжи послал запечатанный ящик со своими картинами, аккуратно его вскрыл, вытащил картины и восстановил печати. Когда Гу Кайчжи пришёл к нему и увидел, что печати на месте, а картин нет, он высокопарно заявил: «Совершенные творения живописи способны становиться бесплотными, и исчезать подобно небожителям». В другой истории описывается, как тот же приятель, — Хуань Сюань, подарил Гу Кайчжи ивовый листочек, под которым прячутся цикады, и сказал, что если Кайчжи будет накрываться им, то тоже станет невидимым. Художник поверил, и очень дорожил этим листочком, а Хуань Сюань всякий раз ему подыгрывал, когда художник им накрывался и становился «невидимым». Биограф сообщает также, что Гу Кайчжи «был хвастлив сверх всякой меры. Зная это, молодежь нарочно начинала превозносить его, чтобы позабавиться его пустым хвастовством». В официальной биографии отмечается талант острослова, который был присущ художнику: «Кайчжи обожал остроты и колкости, и пользовался за это всеобщей любовью» (в культуре «людей ветра и потока» — фэнлю (風流), к которой принадлежал мастер, игра тонкими оттенками смыслов слов была любимым развлечением). В традиционной биографии приводится и обязательная любовная история. В ней рассказывается, как Гу Кайчжи влюбился в соседскую девушку, не отвечавшую ему взаимностью. «Тогда он нарисовал на стене её портрет и в сердце воткнул колючку. Девушка тотчас почувствовала боль, и когда Кайчжи вновь признался ей в любви, уже не отвергала его. Он незаметно вынул колючку из её портрета, и боль у неё прошла».
Сообщив ещё ряд легенд и анекдотов, биограф резюмирует: «Одно время Кайчжи находился в веденье Хуань Вэня (桓溫, 312—373), и тот частенько говаривал — „Кайчжи чудаковат в каждом отдельном поступке, и верно оценить его можно лишь всего целиком“». Вот почему принято считать, что Кайчжи превзошёл всех в трёх отношениях: как остроумный человек, как художник, и как чудак. Историки китайской культуры считают, что первоначальные, достаточно эпатажные проявления культуры «ветра и потока» Гу Кайчжи трансформировал в разновидность тонкого эстетства, и в этом его главная культурная заслуга.

## Современная версия

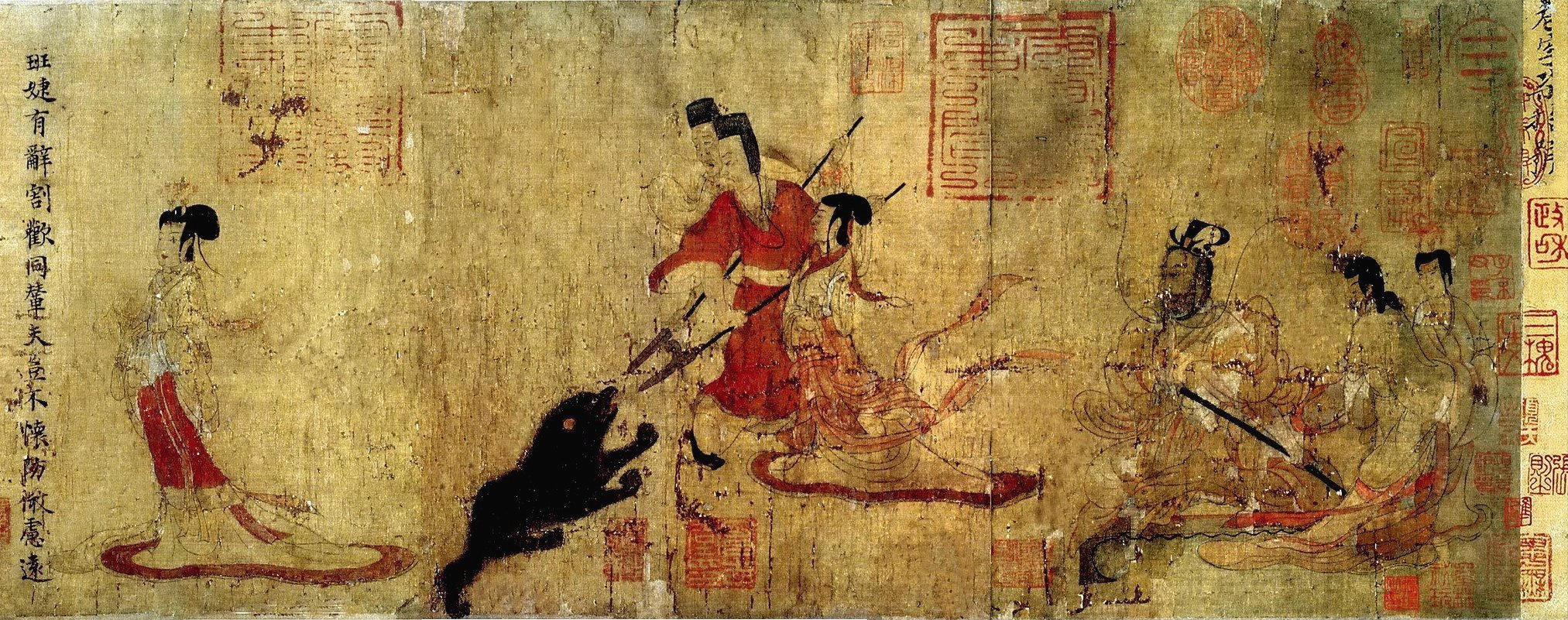
Гу Кайчжи. «Наставления старшей придворной дамы», деталь.

Гу Кайчжи родился в 344 году (хотя приводятся и иные даты, но эта самая распространенная) в уезде Уси современной провинции Цзянсу, находящейся на юге Китая. Родословное древо Гу было пышным и разветвлённым; предки художника занимали высокие чиновничьи ранги. Исследователь творчества Гу Кайчжи, и сам знаменитый художник, Пань Тяньшоу (1897—1971) отмечает, что основатель китайский живописи «был полностью взлелеян под мемориальными досками знатных домов». Естественно, отпрыску столь знатного рода было дано блестящее образование — он получил его либо дома, либо в одной из частных школ. «История династии Цзинь» сообщает, что тяга к искусству проявилась в нём с самого детства, однако это стандартный ход при написании биографий всех знаменитостей. В молодости он поступил на государственную службу — начальник конницы Хуань Вэнь принял его в качестве своего секретаря. Хуань Вэнь был прославленным генералом, возглавившим в 354 году поход против государств Цинь и Янь, и добившимся успеха. Однако впоследствии он запятнал своё имя участием в антидинастийном заговоре. К своему молодому секретарю Хуань Вэнь относился покровительственно, поскольку ему импонировали образованность и поэтический дар Кайчжи — об этом сохранились упоминания в рассказах.
В 373 году Хуань Вэнь скончался, и Гу Кайчжи выразил свою скорбь, сочинив стихи.
Следующие двадцать лет жизни художника, после смерти его покровителя, остаются загадкой — этот период историческими источниками освещён слабо. Несомненно, что эти годы не были потрачены даром, и художник в это время писал, путешествовал, думал, творил. В пятидесятилетнем возрасте он попадает под начало Инь Чжунканя (殷仲堪, ?—399) — крупного вельможи, в лице которого он вновь обрёл себе друга. «История государства Цзинь» сообщает: «Впоследствии он служил секретарём у Инь Чжунканя, который тоже глубоко уважал его». В этот период три острослова — Гу Кайчжи, Хуань Сюань и Инь Чжункань любили проводить совместные вечера, состязаясь в остроумии и красноречии.
Ещё одним близким другом Кайчжи был Се Ань (謝安, 320—385), крупный чиновник и известный меценат эпохи Шести династий (III—VI в.), который глубоко восхищался картинами художника, считая, что он превзошёл всех предыдущих живописцев. Се Ань собрал вокруг себя кружок поэтов, каллиграфов, художников, — словом, артистической богемы, получивший название «Павильон орхидей» (Ланьтин, 兰亭). Предполагается, что Гу Кайчжи неоднократно бывал в его имении в Куайцзи (Гуйцзи), располагавшемся в красивейшем месте близ Шаосина. Павильон возвышался на омываемом речушкой острове, участники изысканного собрания проводили время в артистических состязаниях и играх. Например, ловили кубки вина, плававшие на лотосовых листьях, а кто был достаточно ловким, чтобы выловить полный кубок, опустошал его под пение стихов. К вечеру все участники сочиняли стихи о пережитом. Вполне вероятно, что Гу Кайчжи не застал уже этих возвышенных собраний, однако, несомненно, что его творчество было пронизано этим эстетским духом.
Обстоятельства и место смерти художника неизвестны.

## Критический взгляд

Неизвестный художник V века. История наложницы Бань, отказавшейся сесть в императорский паланкин. Роспись лаковой ширмы из гробницы Сима Цзяньлуна (司马金龙墓); деталь. Северная Вэй, до 484 г. Датунский музей, Датун, пров. Шаньси. Рисунок демонстрирует более традиционную живопись V века: размеры фигур в нём зависят от занимаемого статуса. Этот пример наглядно доказывает, до какой степени ушла вперёд живопись Гу Кайчжи.

Китайская история произвела на свет много полумифических фигур — основателей династий, героев и героинь, художников и музыкантов, которые наполовину принадлежат истории, наполовину мифологии. Многие свидетельства о них берут начало из более поздних времён, поэтому факты от вымысла отличить бывает крайне трудно. Гу Кайчжи, чьё имя стало едва ли не синонимом начала китайской живописи, принадлежит именно к этой категории. Самое раннее описание его жизни, приведенное Лю Ицинем в «Новом изложении рассказов, в свете ходящих» было составлено в 430-м году — четверть века спустя после смерти художника, когда его жизнь уже была расцвечена легендами, которые разрастались и далее. Ещё спустя два с лишним столетия легенды были соединены воедино и переработаны в его первой биографии, вошедшей в «Цзиньшу» («История государства Цзинь», составлена между 644 и 646 г.). Слава художника также росла с течением времени: дотанские (до 618 г.) критики заметно расходились в оценке его искусства, зато танские и более поздние — превозносили до небес. Высочайшая репутация Гу Кайчжи способствовала привязке его имени к трём приписываемым ему сегодня картинам-свиткам — «Мудрые и добропорядочные женщины», «Наставления старшей придворной дамы» и «Фея реки Ло». Все эти свитки написаны анонимными художниками; интересно, что в танских (VII—IX в.) списках работ Гу Кайчжи названия этих трёх произведений отсутствуют. Кроме того, все три свитка являются поздними копиями более ранних произведений. Поэтому точное описание творчества художника невозможно — из-за недостатка достоверной информации.

## Творчество
Тем не менее, подавляющее большинство современных исследователей традиционно приписывают Гу Кайчжи три свитка: «Мудрые и добропорядочные женщины», «Наставления старшей придворной дамы», и «Фея реки Ло».

### «Мудрые и добропорядочные женщины»

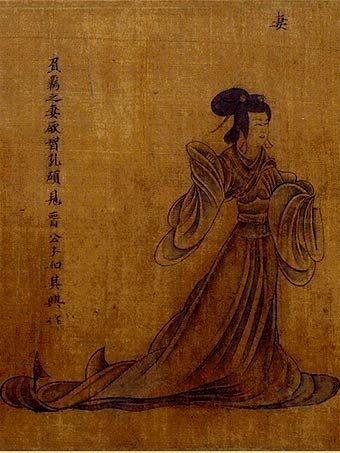
Гу Кайчжи. «Мудрые и добропорядочные женщины»; деталь. Гугун, Пекин.

Произведение представляет собой свиток пятиметровой длины, разделенный на 10 секций, в каждой из которых изображен отдельный сюжет. Свиток написан на темы, взятые из «Жизнеописаний примерных женщин» («Ле нюй чжуань», 《列女传》, — вариант: «Жизнеописания знаменитых женщин») — сборника образцов правильного поведения, составленного в I веке до н. э. ханьским писателем Лю Сяном. В книге содержится более ста назидательных историй. В разное время художники, иллюстрировавшие её, выбирали свои сюжеты, поскольку все истории в одном произведении изобразить было невозможно. По отбору сюжетов из сборника в известной степени можно определить предпочтения эпохи.
Например, ханьский художник, украшавший каменными рельефами гробницу У Ляна (武梁祠, 151 г., Цзясян, Шаньдун), изобразил только сюжеты с покорными женщинами. В произведении Гу Кайчжи выбор сюжетов свидетельствует о растущем интересе к женским интеллектуальным качествам, даже если это делалось в рамках древней консервативной традиции. Свиток демонстрирует, как понималась старые ханьские нормы в изменившейся интеллектуальной атмосфере эпохи Цзинь.
В этом свитке не новы ни сюжеты, ни способы их отображения. Инновации его живописи заключаются в том, что женские фигуры стали передаваться более реалистично, а сама женская фигура стала восприниматься более характером, чем символом, обозначавшим женщину (ранее делалось именно так). С этим связаны и особенности живописной манеры — одежды выполнены особым стилем, напоминающим европейскую светотень, и создающим видимость объёма. Тем не менее, этот свиток стоит ближе к старой ханьской традиции, чем к новой живописи, к которой, например, принадлежит свиток «Фея реки Ло». В нём практически не обозначены предметное окружение или ландшафт, на котором происходят события.

### «Наставления старшей придворной дамы»
Основная статья: «Admonitions Scroll» (англ.)

Размеры горизонтального свитка 24,8 х 348,2 см, он хранится в Британском музее (Лондон), куда попал в 1903 году. До этого свиток хранился в Китае; самая ранняя печать на нём относится к VIII веку — это печать Хунвэнь гуань, подразделения Ханьлиньской Академии. Далее он побывал в самых разных коллекциях, включая собрание императора Цяньлуна (1736—1796). В 1900 году в процессе Боксёрского восстания он попал в руки англичан и был вывезен из страны.
Свиток написан на тему нравоучительного трактата Чжан Хуа (232—300 гг.) с тем же названием («Нюй ши чжэнь», 《女史箴》 — варианты перевода: «Наставления женщинам [основанные на прецедентах] истории», «Наставления придворным дамам»). Часть текста воспроизведена на самом свитке. На нём последовательно изображены девять сцен, иллюстрирующих сентенции Чжан Хуа (исследователи считают, что ранее их было 12, но три сцены утрачены). Тематически он продолжает всё ту же ханьскую дидактическую традицию. Однако, в отличие от рассказов сборника «Жизнеописания примерных женщин», сочинение Чжан Хуа формулирует абстрактные принципы женской нравственности, которые трудно перевести в визуальную форму. Чтобы разрешить эту проблему, художник часто изображает некоторые фигуры или сцены, не обращая внимания на их литературный контекст. Некоторые сцены просто противоречат назидательному тону текста оригинала, который написан тут же, рядом с изображениями. Например, пассаж из текста начинается тезисом: «Мужчина и женщина знают, как украсить своё лицо / но не знают как украсить свой характер». Не обращая внимания на этот ригоризм и суровые советы («Отрубай лишнее в характере топором, украшай его тонким резцом, старайся создать возвышенность и чистоту в себе»), художник своё внимание уделяет только первой фразе.

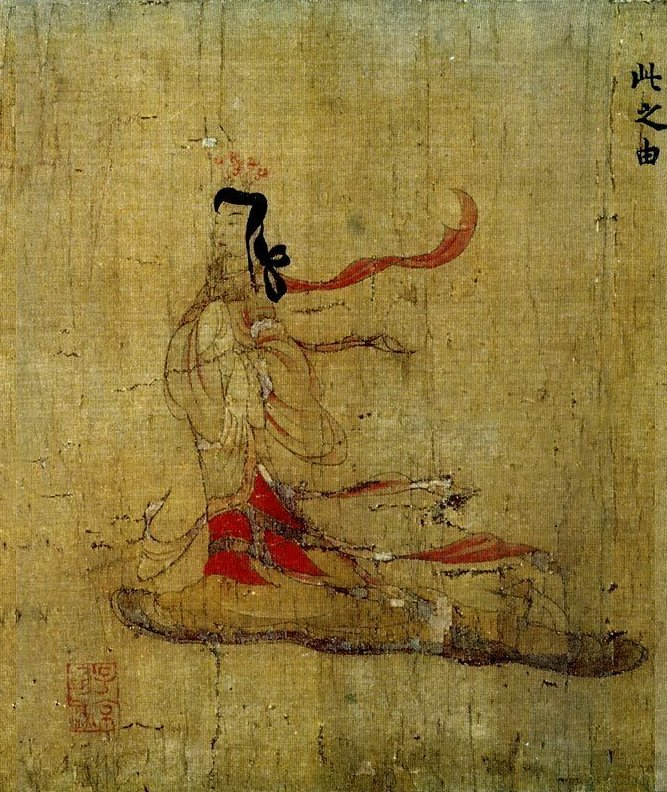
Гу Кайчжи. «Наставления старшей придворной дамы», деталь. Британский музей, Лондон.

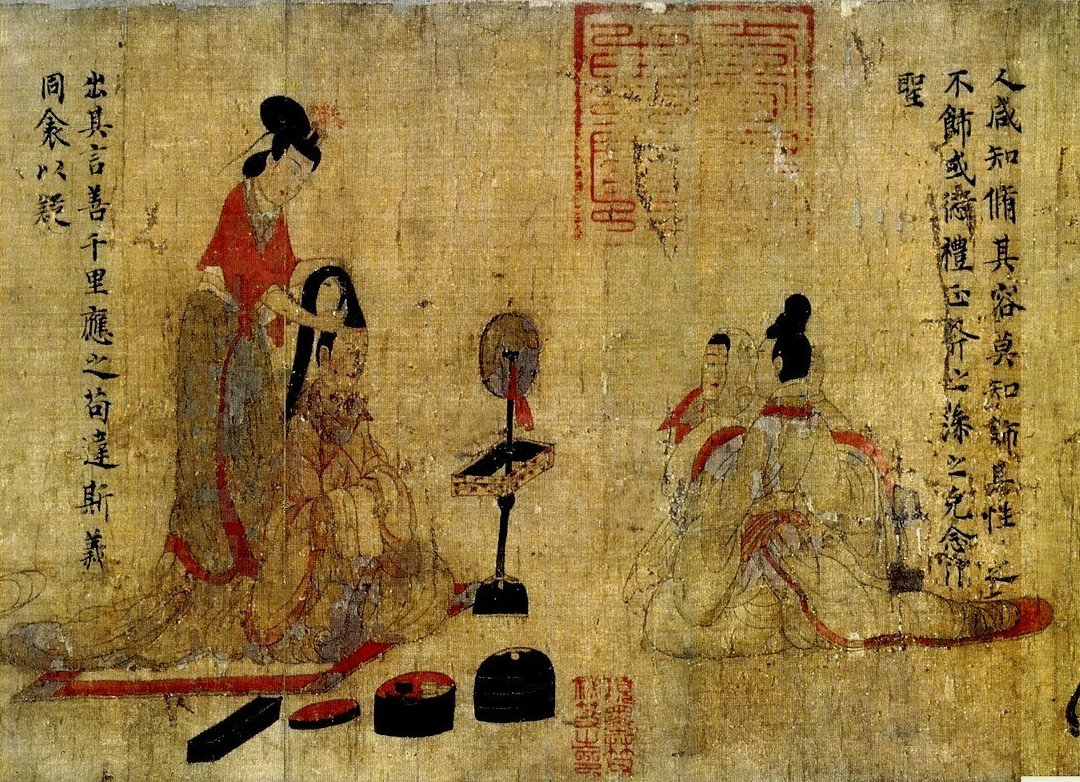
Гу Кайчжи. «Наставления старшей придворной дамы», деталь.

Он изображает элегантную придворную даму, смотрящуюся в зеркало, и другую даму рядом, длинные волосы которой служанка укладывает в причёску. Вся сцена пронизана таким спокойствием и очарованием, что вряд ли кому-то может прийти в голову, что столь естественное женское поведение таит какой-то потенциальный вред, несмотря на все предупреждения писателя. Однако, в произведении есть сцены, более соответствующие тексту. Например, первая же сцена свитка изображает случай, произошедший во время правления ханьского Юань-ди (48—32 гг. до н. э.). Наложница Фэн (馮媛) во время звериной травли спасла своего покровителя от разъярённого медведя, сорвавшегося с цепи. Она решительно встала между зверем и императором, вся её фигура проникнута благородным пафосом.
Во второй сцене приведена история добропорядочной наложницы-цзеюй по имени Бань, которая была до такой степени приличной дамой, что отказалась сесть с императором Чэн-ди (32—6 гг. до н. э.) в один паланкин, дабы не отвлекать его от государственных дел. Учитывая жёсткую конкуренцию среди наложниц за «доступ к телу», это был невероятно высоконравственный поступок. Бань-цзеюй (班婕妤, 48—2 гг. до н. э) — одна из первых поэтесс в истории китайской литературы и наиболее значительный поэт-лирик древности.
Свитку «Наставления старшей придворной дамы», который, по всей вероятности, является копией, созданной в эпоху Тан (VII—VIII в.), присуща новая манера изображения женщины. Смысловой центр переместился с литературного, символического на художественный, эстетический уровень. Этот свиток донёс до нас несколько женских образов, принадлежащих к лучшему из того, что было создано в ранней свитковой живописи. Одна из придворных дам изображена медленно поворачивающейся влево. Глаза её полуприкрыты, кажется, что она движется во сне. Её развевающиеся ленты и шарф вызывают образ нежного весеннего ветра. Конфигурации волнистых линий смягчают материю и трансформируют материальный предмет в ритмическую структуру. Трудно подыскать лучшую иллюстрацию для первого принципа художника-теоретика Се Хэ (V в.) — «Одухотворённый ритм живого движения». Свиток заканчивается изображением самой придворной наставницы, которая словно бы записывает всё произошедшее.

### «Фея реки Ло»
Основная статья: 洛神賦圖 (кит.)
Этот свиток длиной около пяти метров и шириной 30 см создан на тему поэмы, написанной известным вэйским поэтом Цао Чжи (192—232). Поэма посвящена неожиданной встрече поэта с прекрасной нимфой, вспыхнувшему в поэте сильному чувству, и печали расставания с призрачной женщиной-мечтой. Сегодня свиток существует в нескольких копиях. Три самые известные из них хранятся в пекинском музее Гугун, в Галерее Фрира (Вашингтон) и в Музее провинции Ляонин (город Шэньян). Все три свитка представляют собой копии эпохи Сун (960—1279), созданные неизвестными художниками. Причём, копия из музея Ляонина считается специалистами наиболее точной, поскольку в ней текст поэмы чередуется с изображением сюжетов, что полагается характерным для оригинала. В других версиях текст либо отсутствует, либо его отрывки помещены в отдельные рамки, в результате чего удлиняется пространство для ландшафтов и сцен с человеческим участием.
Свиток «Фея реки Ло» свидетельствует о двух важных достижениях в развитии китайской живописи. Первое — это изобретение растянутого во времени изобразительного повествования, в котором один и тот же персонаж появляется несколько раз. Второе — это развитие искусства пейзажа: горы, деревья, речные потоки употребляются не как изолированные сущности (а именно так они изображались в предыдущие эпохи), но как компоненты взаимосвязанного физического пространства. Кроме того, элементы пейзажа играют двойную роль — и изобразительного компонента и поэтической метафоры. Поэт описывает облик нимфы такими словами:

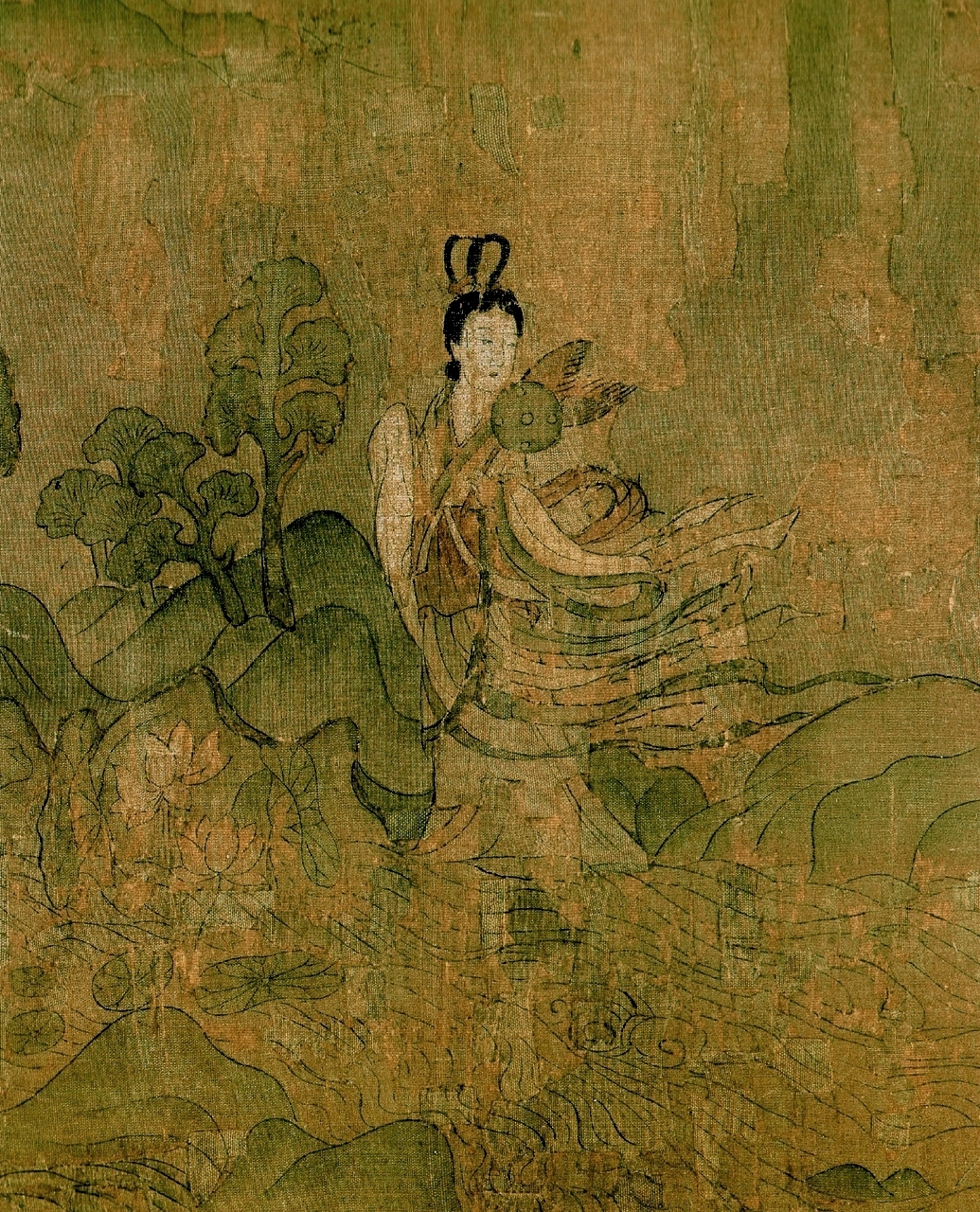
Гу Кайчжи. «Фея реки Ло». Деталь: Фея. Гугун, Пекин.

Легко, как лебедь вспугнутый, парит,
А гибкостью — летающий дракон!
Осенней хризантемы в ней покой,
Весенняя сосна не так пышна!
Видна же неотчётливо, как сон…
— пер. А. Е. Адалис
Словесные образы — лебеди, драконы, хризантемы, сосны и т. д., переведены в образы изобразительные, вплетены в пейзаж, и воспринимаются как метафоры физического присутствия нимфы. Ещё одной, никогда не встречавшейся ранее особенностью свитка является то, что его темой стала не женщина как таковая, но её красота как предмет поэтического вдохновения, романтических желаний и художественного отображения. Своей поэтикой и художественным замыслом свиток «Фея реки Ло» стоит неизмеримо выше, чем два предыдущих произведения художника.
Древние источники сообщают названия разных, не дошедших до наших дней произведений Гу Кайчжи. Живший в IX веке историк и теоретик искусства Чжан Яньюань, ещё заставший подлинники Гу Кайчжи, восторженно пишет о его фреске в храме Ванъюань в Цзянькане (нынешний Наньцзин), на которой был изображён Вималакирти. Чжан Яньюань мог наслаждаться её совершенством часами. Он же сообщает, что художник писал множество других произведений на буддийские темы.
Впрочем, судя по его литературному наследию, Гу Кайчжи не была чужда и даосская тематика. В одном из своих сочинений он описывает созданный им пейзаж с изображениями даосских бессмертных во главе с легендарным предком «Небесных учителей» Чжан Даолином на фоне горы Юньтайшань (雲台山, — «Облачные террасы» / «Горные ступени в облака»). Кроме того, художественный критик XI века Го Жо Сюй (郭若虚) в своём трактате приводит такие названия канувших в лету картин Гу Кайчжи: «Портрет Цзу Эршу» и «Снег на горах пяти вершин-старцев». Из этого следует, что творчество художника было очень разнообразным и включало в себя широкий тематический спектр — конфуцианскую дидактику, изображения буддийских божеств и даосских бессмертных, произведения на темы лирической поэзии, портрет и пейзажную живопись.

## Гу Кайчжи — теоретик искусства и поэт
До наших дней дошли три фрагмента из сочинений Гу Кайчжи, дающие представление о его эстетической концепции. Трактат «Рассуждения о живописи» («Луньхуа» — 《論畫》 (кит.)) посвящён общеэстетическим проблемам, два других: «Записи о том как живописать гору Юньтайшань» («Хуа Юньтайшань цзи», — вариант перевода: «Записи о том, как живописать Горные ступени в облака» / «Записки о живописи на горе „Терраса облаков“» — 《畫雲台山記》 (кит.)), и «Гимн расцвету живописи (в периоды) Вэй и Цзинь» («Вэй Цзинь шэнлюэ хуа цзань», — 《魏晉勝流畫贊》 (кит.)) — в большой мере связаны с теорией и техникой живописи, хотя в них много сказано важного в эстетическом плане о пейзаже, и о принципах классификации живописи. Главную задачу художественного творчества Гу Кайчжи видел в передаче сущности, основного духа изображаемого объекта — шэньци (神氣). Художник выявил шесть неотъемлемых качеств подлинной живописи:
- Шэньци (神氣) — «одухотворённость»,
- Тяньцюй (天趣) — «естественность»,
- Гоуту (構圖) — композиция живописного произведения,
- Гусян (骨相) — постоянная основа, то есть структура произведения,
- Мосе (摹写) — следование традиции, памятникам древности,
- Юнби (用笔) — высокая техника письма тушью и кистью[6].

Названные Гу Кайчжи свойства истинной живописи лягут в основу знаменитых «Шести законов» — люфа (六法) — китайской живописи, которые сформулирует Се Хэ. Они составят идейный костяк, вокруг которого китайская живопись будет развиваться многие столетия.
Исторические документы сообщают, что в древности существовало собрание литературных сочинений Гу Кайчжи, не дошедшее до нашего времени. Конечно, в литературе Гу Кайчжи работал менее интенсивно, чем поэты Тао Юаньмин и Се Линъюнь, однако универсализм и творческая разносторонность, присущие ему, позволили оставить значительный литературный след. Сегодня, к сожалению, известно лишь несколько его стихотворений. Исторические документы завершают портрет этой выдающейся личности сообщением, что Гу Кайчжи, кроме прочего, был замечательным каллиграфом.

## Список произведений Гу Кайчжи
(по книге: Cahill, James. An index of early Chinese painters and paintings: Tʻang, Sung, and Yüan. — University of California Press, 1980.)
- 1. «Фея реки Ло». Иллюстрация к поэме Цао Чжи. Длинный свиток, шёлк, краски. Сунская копия древнего оригинала. Гугун, Пекин.

Существует несколько версий этой композиции, или её частей:
- 2. «Фея реки Ло». Галерея Фрира, Вашингтон. Неполная версия. Ранее этот свиток хранился в коллекции Дуань Фана[англ.] (1861—1911). На свитке есть колофон, написанный Дун Цичаном (1555—1636).
- 3. «Фея реки Ло». Свиток. Музей провинции Ляонин, Шэньян. Текст на свитке написан каллиграфическим почерком в стиле сунского Гаоцзуна (1127—1162); стоят печати Сян Юаньбяня[кит.] （1525—1590）и Лян Цинбяо[кит.] （1620—1691）. Вероятно, самая близкая к древнему оригиналу копия. Сильно повреждён и отремонтирован. Создан в период Сун.
- 4. «Фея реки Ло». Гугун, Тайбэй. Альбомный лист. Поздняя копия фрагмента древнего свитка.
- 5. «Фея реки Ло». Британский музей, Лондон. Поздняя, свободная версия.
- 6. «Фея реки Ло». Из бывшей коллекции Агнес Мейер[англ.] (ныне в Галерее Фрира). Свиток. Бумага, тушь. Юаньская или минская копия. Композиция напоминает версию из Музея провинции Ляонин.
- 7. «Мудрые и добропорядочные женщины». Гугун, Пекин. Изображены четыре группы выдающихся женщин со своими родителями. Свиток. Шёлк, краски. Сунская копия.
- 8. «Изготовление циня». Гугун, Пекин. Свиток. Сунская копия композиции традиционно приписываемой Гу Кайчжи.
- 9. «Портрет Вималакирти». Храм Тофокудзи, Киото.
- 10. «Горы Куайцзи[фр.]». Музей Метрополитен, Нью-Йорк. Свиток. Приписывается Гу Кайчжи. Поздняя работа в архаическом стиле.
- 11. «Наставления старшей придворной дамы». Свиток, содержащий девять иллюстраций к тексту Чжан Хуа, фрагменты которого написаны между сценами. Два длинных колофона; один вероятно принадлежит руке императора Хуэйцзуна (1100—1126), другой с цитированием биографии Гу Кайчжи и т. д. принадлежит руке императора Цяньлуна (1736—1795). Множество печатей; самая ранняя имеет надпись «Хунвэнь» (название департамента Академии Ханьлинь применявшееся в VIII веке). Возможно, это сильно отреставрированная раннетанская картина, созданная по оригиналу возможно принадлежавшему Гу Кайчжи. Британский музей, Лондон.
- 12. «Наставления старшей придворной дамы». Гугун, Пекин. Ещё одна версия созданная неизвестным сунским художником.